# Christoph Graupner

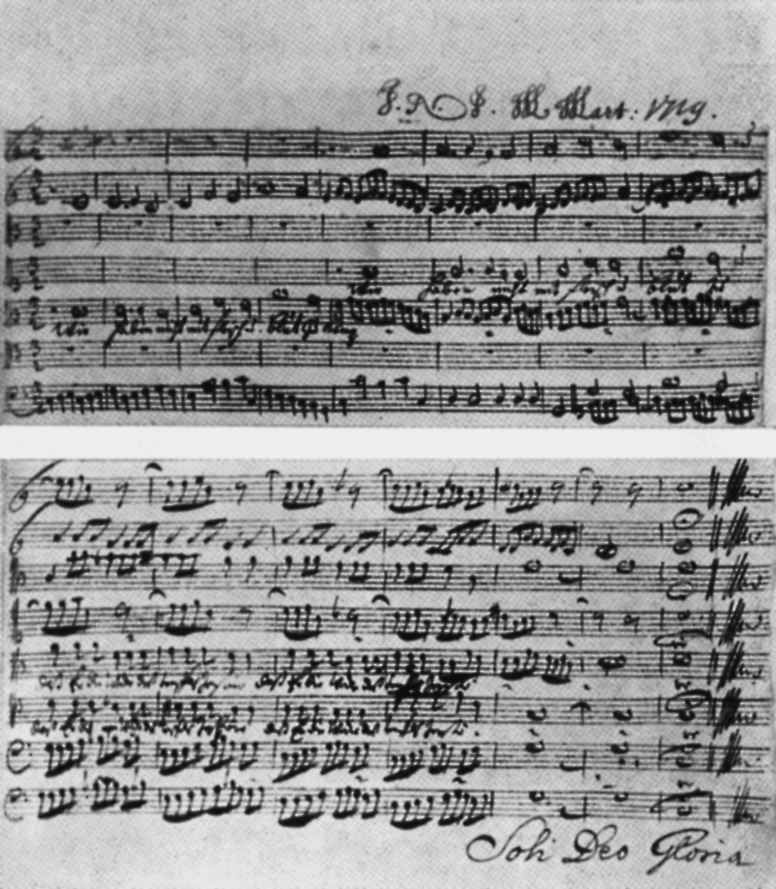
Partitura signada d'una Cantata composta per Graupner

Christoph Graupner (Kirchberg, Saxònia, 13 de gener de 1683 - Darmstadt, Hessen, 10 de maig de 1760) fou un compositor alemany del Barroc.
Fou un dels més fecunds compositors alemanys del seu temps. Alumne destacat de la Thomasschule de Leipzig i mestre de capella de Darmstadt, excel·lí tant en la música religiosa com en la profana.
Va compondre nombroses òperes i només entre 1719 i 1745 més de 1.300 obres religioses per a la capella reial de Darmstadt, especialment corals per a veus soles o amb acompanyament d'orgue u orquestra.
En la Biblioteca Nacional de Darmstadt s'hi conserven en manuscrit 50 concerts per a diferents instruments, 80 obertures, 116 simfonies i un nombre considerable de sonates, trios i quartets.